# Lynndie England
Lynndie Rana England (Ashland, 8 novembre 1982) è una criminale di guerra ed ex militare statunitense.

## Biografia
Lynndie Rana England è un'ex soldatessa della United States Army Reserve coinvolta nello Scandalo di Abu Ghraib per maltrattamenti ai danni di detenuti iracheni durante la Guerra in Iraq. Faceva parte della 372ª Compagnia di Polizia Militare ed è stata una delle undici persone condannate per i crimini avvenuti nel carcere di Abu Ghraib, a Baghdad.
Il 27 settembre 2005 è stata condannata a 3 anni di prigione e radiata con disonore dall'esercito per cospirazione, maltrattamento di prigionieri e atti indecenti.
Nata ad Ashland l'8 novembre 1982 e cresciuta a Fort Ashby, è stata diagnosticata fin da bambina con mutismo selettivo e desiderava diventare una cacciatrice di tornado. Si arruolò nel 1999, mentre era ancora al liceo. Dopo la laurea, ha lavorato in una fabbrica di pollame prima di partire per l'Iraq nel 2003. Ebbe un figlio da Charles Graner, anch'egli condannato per gli abusi e incarcerato per 10 anni.
Durante la sua permanenza ad Abu Ghraib, England fu fotografata mentre partecipava ad atti di abuso fisico, sessuale e psicologico sui prigionieri. Le immagini, divenute pubbliche, fecero scandalo internazionale. Nonostante inizialmente avesse accettato una dichiarazione di colpevolezza, il processo fu annullato e nel nuovo procedimento fu condannata su sei capi d'accusa.
Fu incarcerata nella Naval Consolidated Brig, Miramar, vicino a San Diego, e rilasciata sulla parola nel marzo 2007 dopo aver scontato 521 giorni. Tornata in Virginia Occidentale, ha pubblicato nel 2009 una biografia dal titolo Tortured: Lynndie England, Abu Ghraib and the Photographs that Shocked the World.
In interviste successive, ha sostenuto di aver agito su ordine di superiori come parte di operazioni psicologiche. Nel 2012 ha dichiarato di non provare rimorso per le sue azioni, affermando che "gli iracheni non erano innocenti" e che "le loro vite sono migliorate".

## Galleria d'immagini

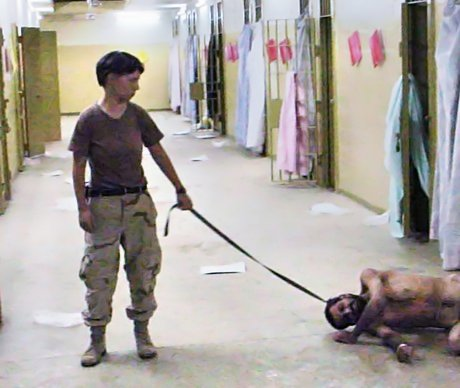
England costringe un detenuto a strisciare con un guinzaglio.
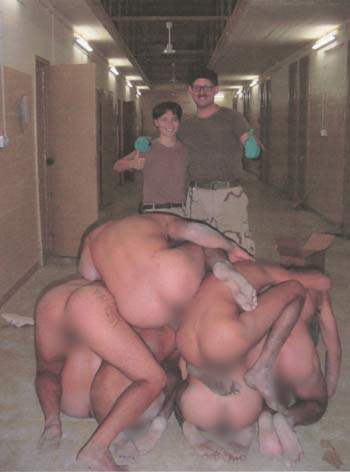
Prigionieri costretti a formare una piramide umana.
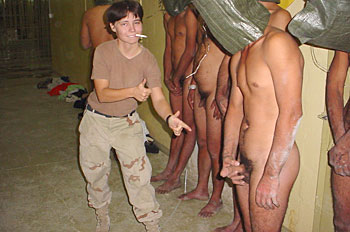
England posa davanti a un detenuto costretto a masturbarsi.
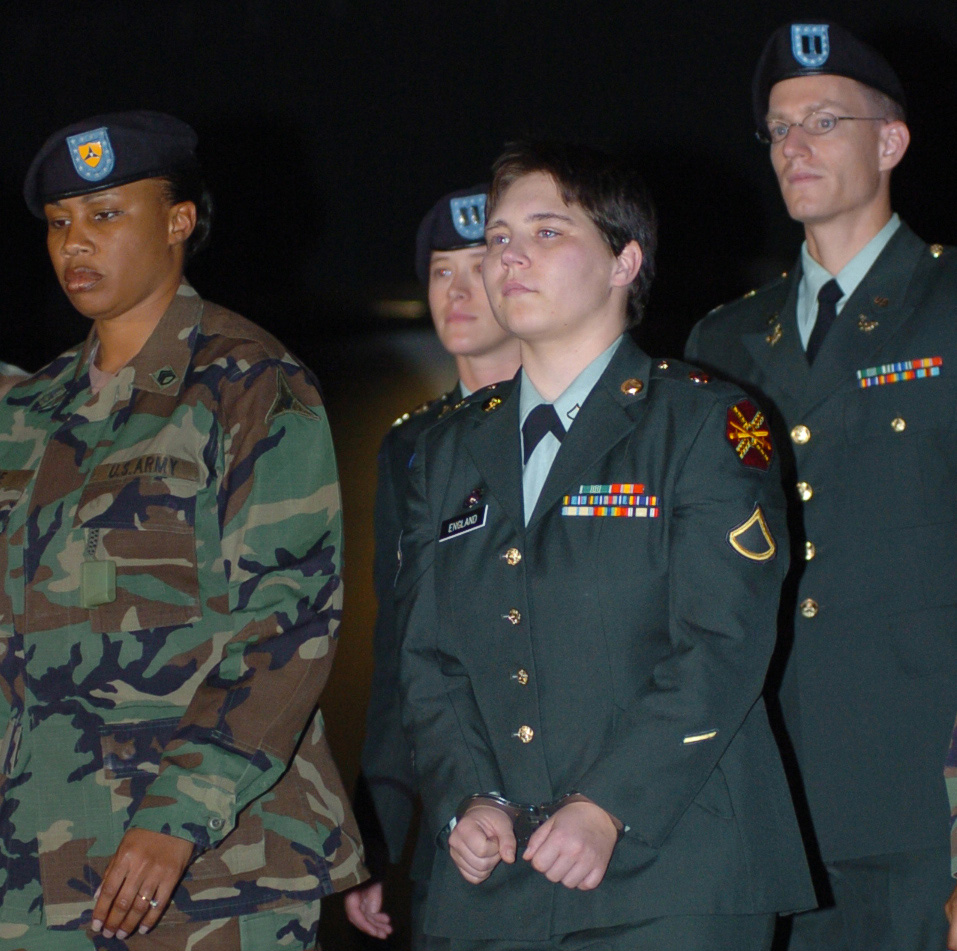
England dopo la condanna a 3 anni di prigione.
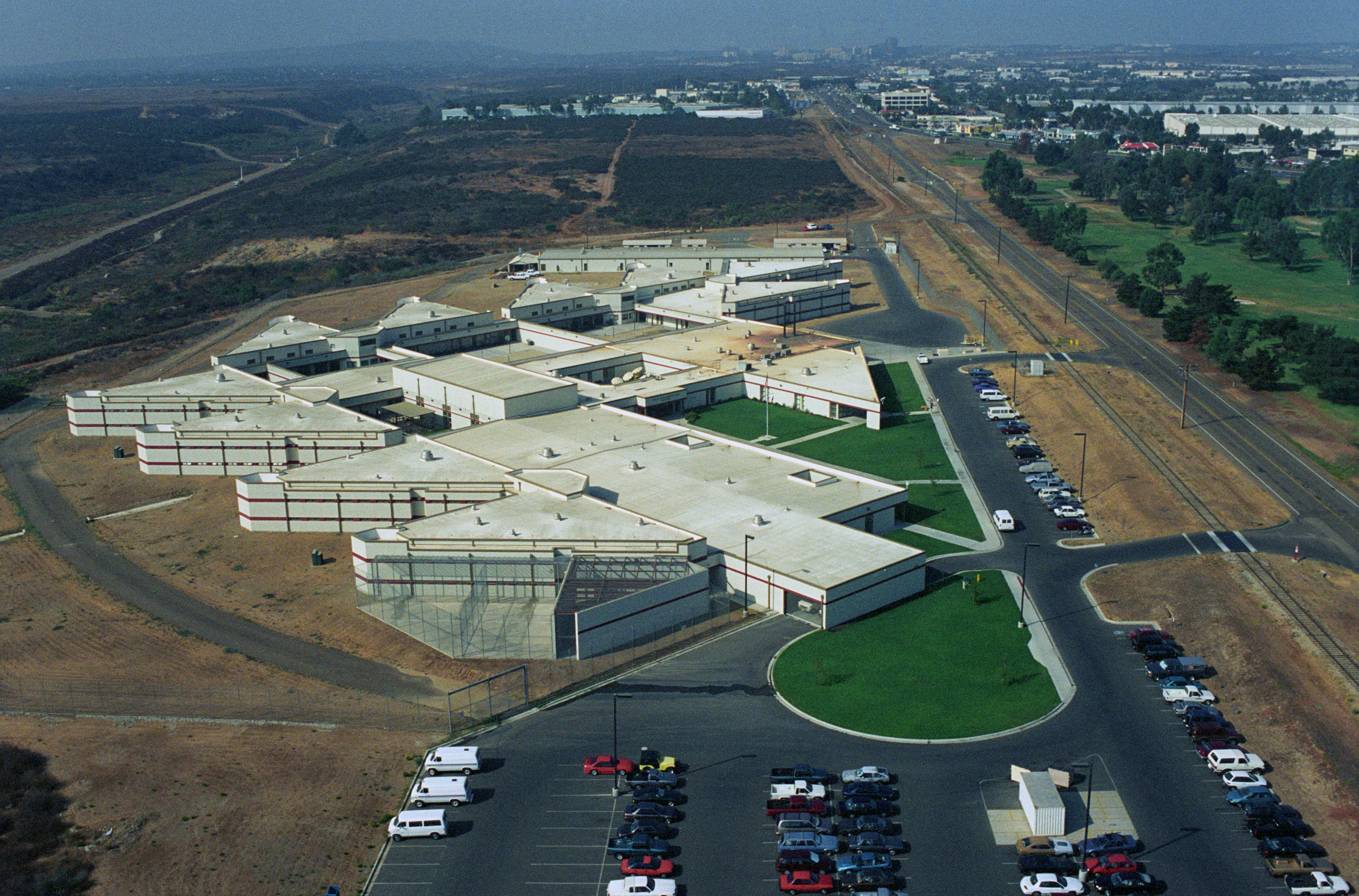
Brigata di Miramar, dove è stata incarcerata.